# 杰马里
杰马里（Jemari），是印度西孟加拉邦Barddhaman县的一个城镇。总人口3865（2001年）。

## 人口
该地2001年总人口3865人，其中男性2172人，女性1693人；0—6岁人口578人，其中男311人，女267人；识字率53.43%，其中男性为63.17%，女性为40.93%。